# Audun-le-Roman
Audun-le-Roman (Duits en Luxemburgs: Welsch-Oth) is een gemeente in het Franse departement Meurthe-et-Moselle (regio Grand Est) en telde op 1 januari 2022 2.477 inwoners, die Audunois worden genoemd.
De gemeente maakt deel uit van het arrondissement Briey en sinds 22 maart 2015 van het kanton Pays de Briey. Daarvoor hoorde was het de hoofdplaats van het gelijknamige kanton Audun-le-Roman, dat op die dag opgeheven werd.

## Toponymie
Audun-le-Roman staat tegenover Audun-le-Tiche (Duits : Deutsch-Oth). Deze tegenstelling, Romaans of Welsch versus Diets of Duits, wijst historisch op de nabijheid van de taalgrens tussen het Lotharings (Romaans) en het Lotharingisch (Duits).

## Geografie
De oppervlakte van Audun-le-Roman bedroeg op 1 januari 2022 7,57 vierkante kilometer; de bevolkingsdichtheid was toen 327,2 inwoners per km².

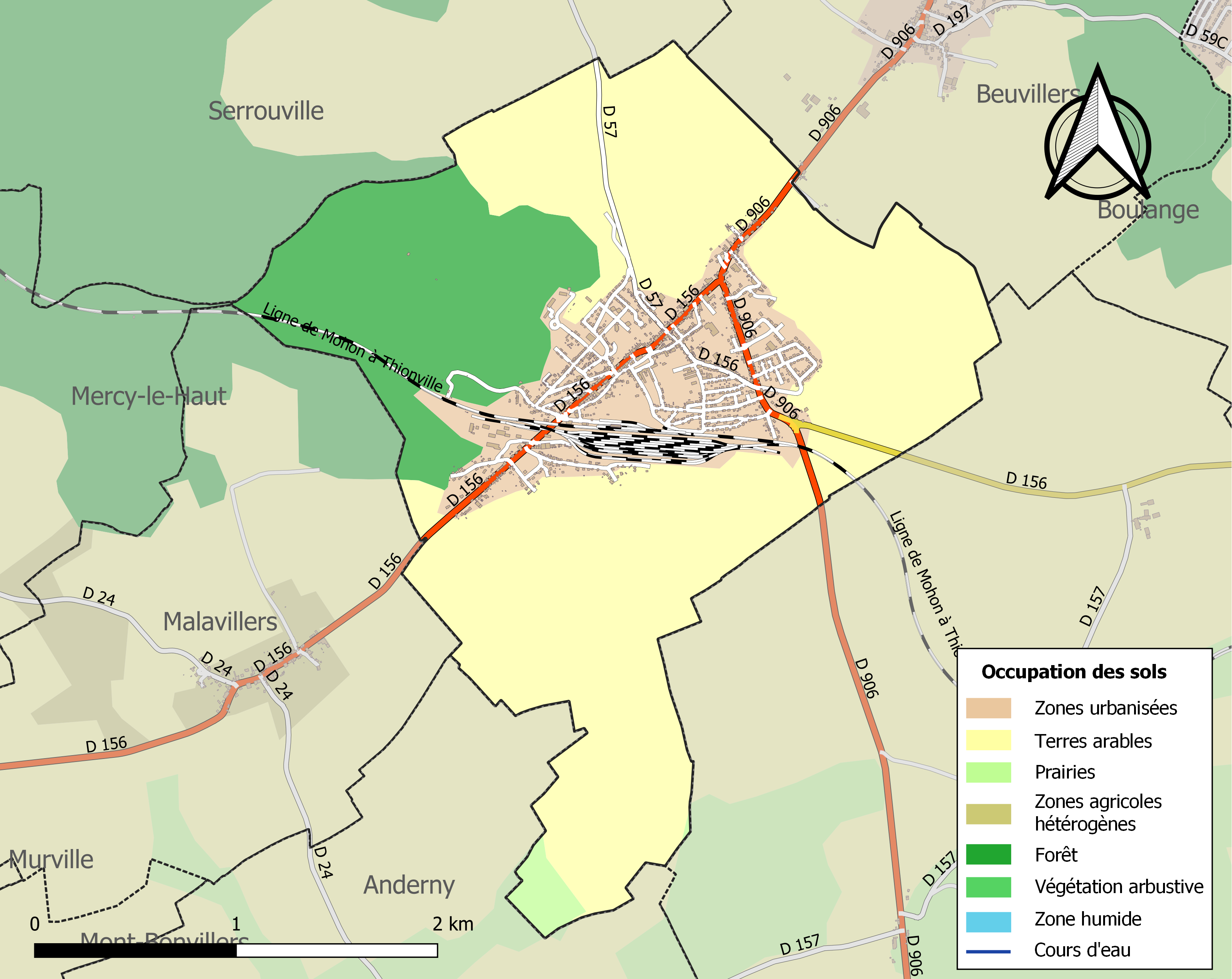
Kaart van de gemeente met de belangrijkste infrastructuur, bodemgebruik en omliggende gemeenten

## Demografie
Onderstaande figuur toont het verloop van het inwonertal (bron: INSEE-tellingen).